# Clarissimat
Le clarissimat est une distinction d'abord honorifique puis hiérarchique qui apparaît au début du Haut Empire romain. Elle est liée à la fonction sénatoriale et témoigne d'une hiérarchisation grandissante parmi les classes dirigeantes de l'Empire.

## La naissance de l'ordre clarissime
Au début du Haut Empire les sénateurs, les consuls, préteurs, tribuns de la plèbe, édiles, questeurs, dont les magistratures permettent l’entrée au sénat, les gouverneurs de provinces prétoriennes, reçoivent le titre officiel vir clarissimus. Ce qualificatif précède, suit ou remplace leur nom propre ou le titre de leur dignité, lorsqu’on leur adresse la parole. Pline le Jeune, interpelle ainsi les consuls dans le sénat romain : « Je crains, dis-je, clarissimes consuls... » Ce titre honorifique évolue peu à peu pour former un titre héréditaire permettant de distinguer un nouvel ordre dans la nobilitas, le clarissimat. Sous les Sévères, le langage juridique et l'épigraphie montrent que cette noblesse n'est plus seulement personnelle ; elle se transmet aux femmes, aux enfants et même aux héritiers plus éloignés.
Les clarissimes se recrutent parmi les propriétaires de latifundia ou des vieilles familles patriciennes. Il leur est adjoint des chevaliers anoblis. Ils occupent les plus hautes magistratures du cursus honorum qui sont plus honorifiques que réellement source de commandement. Le clarissimat demeure longtemps le titre unique des plus hauts dignitaires, comme des sénateurs.

## Les transformations au Bas-Empire
Durant le Bas-Empire, les modes d'attributions du clarissimat évoluent. De simples gouverneurs de province peuvent être clarissimes sous Constantin  même si le titre est plutôt réservé aux magistratures supérieures. Constance, son successeur et Valentinien Ier après lui, réservent le titre de clarissimes aux préfets du prétoire, grands maîtres des offices palatins et ministres des finances.
Valentinien Ier crée, en 372, la Notice une espèce d’almanach impérial qui permet de déterminer les rangs des principaux fonctionnaires entre eux. Il crée la classe de illustres et de spectabiles. Cette noble classe composée de préfets, de comtes et de proconsuls est plus prestigieuse que le clarissimat. Les sénateurs de Rome et de Constantinople qui n'occupent pas de fonctions publiques font partie du clarissimat.
Un édit de l’an 412 énumère toutes les classes de la société dans l’ordre suivant : Illustres, Spectabiles, Senatores c'est-à-dire les sénateurs de Rome et de Constantinople, Clarissimi c'est-à-dire ceux qui, sans être sénateurs, avaient acquis ce titre par leurs fonctions, Sacerdotales, Principales, Mercatores, Plebeii. On le voit les clarissimes ne sont plus les personnages les plus importants de l'État. Ils gardent cependant un grand prestige surtout dans les provinces. Sidoine Apollinaire définit deux caractères, clarissime par la naissance, respectable par nomination.

## Les privilèges liés au clarissimat
Les sénateurs ont des grands privilèges en matière de justice. Leur seul juge est le préfet de la ville s’ils habitent Rome ou les provinces suburbaines ou le préfet du prétoire, s’ils résident en province. Pour cause criminelle, ils encourent seulement la perte de leur dignité.
Les clarissimes comme toute la nobilitas bénéficient d'immunités importantes: exemption complète des contributions sauf la contribution foncière, des services personnels des citoyens des municipes ainsi que des charges extraordinaires. Les biens des privilégiés, mais aussi leurs hommes employés à l’exploitation des biens bénéficient des immunités. Les femmes et les enfants des privilégiés bénéficient des mêmes privilèges.